# Dicelosternus corallinus
Dicelosternus corallinus is een keversoort uit de familie boktorren (Cerambycidae). De wetenschappelijke naam van de soort is voor het eerst geldig gepubliceerd in 1900 door Gahan.